# 6 aprilie
ianuarie • februarie • martie  • aprilie  • mai  • iunie  • iulie  • august  • septembrie  • octombrie  • noiembrie  • decembrie
6 aprilie este a 96-a zi a calendarului gregorian și ziua a 97-a în anii bisecți. Mai sunt 269 de zile până la sfârșitul anului.

## Evenimente

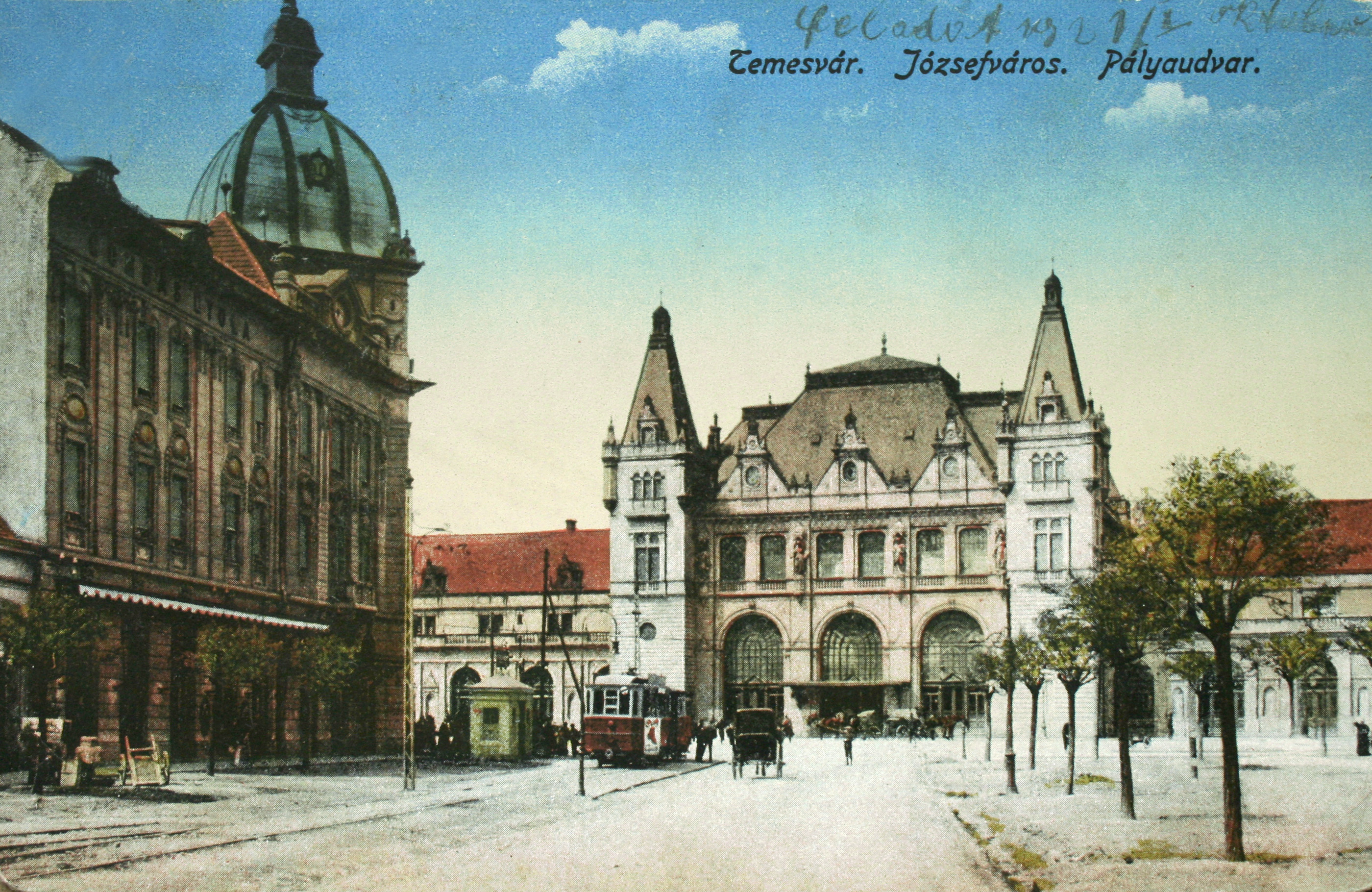
1871: Gara Timișoara-Iosefin, una din cele mai frumoase gări din perioada Belle Époque

1896: La Atena, se deschid primele Jocuri Olimpice Moderne, la 1.500 de ani după ce ele au fost interzise de împăratul Teodosiu I.

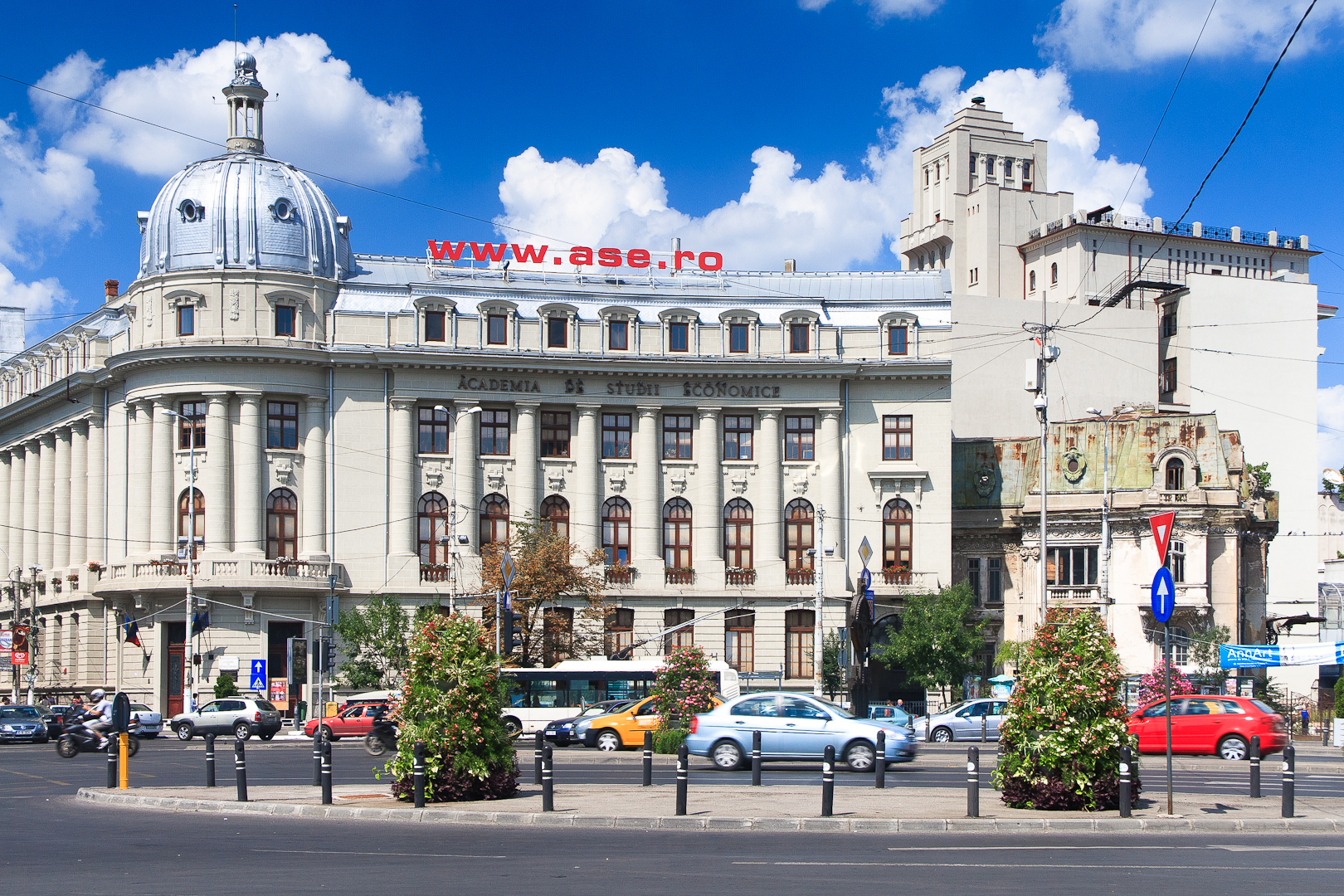
1913: S-a înființat, la București, Academia de Înalte Studii Comerciale și Industriale (Academia de Studii Economice).

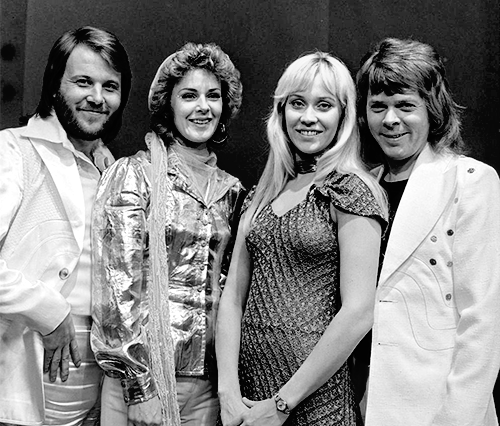
1974: ABBA câștigă cea de-a 19-a ediție a concursului muzical Eurovision pentru Suedia cu piesa Waterloo.

- 0402: Are loc bătălia de la Pollentia, dintre romani și vizigoți. Romanii, conduși de generalul Stilicon, îi determină pe adversari să se retragă și capturează familia liderului vizigot, Alaric.
- 1199: Regele Richard I al Angliei moare de o infecție în urma îndepărtării unei săgeți din umărul său.
- 1250: Cruciada a șaptea: Dinastia Ayyubidă a Egiptului îl capturează pe regele Ludovic al IX-lea al Franței în Bătălia de la Fariskur.
- 1327: Potrivit propriei sale relatări, poetul italian Francesco Petrarca a văzut-o pentru prima dată pe Laura – iubirea sa idealizată – în biserica Sf. Clara din Avignon. Dragostea lui pentru ea l-a făcut să scrie 317 de sonete în anii care au urmat.
- 1385:  Ioan, Mare Maestru al Ordinului Aviz, fiu nelegitim al lui Petru I al Portugaliei, devine regele Ioan I al Portugaliei.
- 1453: Sultanul Mahomed al II-lea începe Asediul Constantinopolului (Istanbul), care va fi cucerit la 29 mai.
- 1652: Jan van Riebeeck și alți coloniști olandezi au înființat o stație de aprovizionare la Capul Bunei Speranțe, ceea ce va deveni orașul Cape Town, în numele Companiei Olandeze a Indiilor de Est.
- 1749: Constantin Mavrocordat abolește șerbia în Moldova, prin redefinirea statutului vecinilor, care nu mai sunt considerați robi, ci țărani fără pământ. Anterior, la 5 august 1746, se instituise aceeași reformă în Muntenia, desființând rumânia.
- 1795: Apare prima carte românească de matematică, Aritmetica, tipărită în Moldova și datorată episcopului de Hotin, Amfilohie Hotiniul.
- 1812: Forțele britanice sub comanda ducelui de Wellington asaltează cetatea Badajoz. Acesta ar fi punctul de cotitură în războiul peninsular împotriva Franței conduse de Napoleon.
- 1814: Începutul Restaurației franceze; data când Napoleon abdică și este exilată în Elba.
- 1841: La două zile după decesul președintelui american William Henry Harrison, vicepreședintele John Tyler depune jurământul ca cel de-al 10-lea președinte al Statelor Unite.
- 1871: Este dată în folosință calea ferată Timișoara–Arad.
- 1893: Meciul de box dintre americanii Andy Bowen și Jack Burke a rămas fără câștigător după 110 runde și 7 ore și 19 minute. Este cel mai lung meci de box din toate timpurile.
- 1896: La Atena, se deschid primele Jocuri Olimpice Moderne, la 1.500 de ani după ce ele au fost interzise de împăratul Teodosiu I.
- 1909: Exploratorul american Robert Peary, asistentul Matthew Henson și patru eschimoși ajung la ceea ce au stabilit că este Polul Nord. Afirmația lui Peary a fost contestată din cauza deficiențelor capacității sale de navigație.[1]
- 1912: Exploratorul polar groenlandezo-danez Knud Rasmussen se îmbarcă în prima sa expediție Thule, traversând ulterior calota de gheață a Groenlandei de două ori.
- 1913: S-a înființat, la București, Academia de Înalte Studii Comerciale și Industriale (Academia de Studii Economice).[2]
- 1917: Primul Război Mondial: Statele Unite declară război Germaniei.
- 1930: La sfârșitul Marșului sării, Gandhi ridică un bulgăre de noroi și sare și declară: „Cu aceasta, scutur temeliile Imperiului Britanic”.[3]
- 1941: Al Doilea Război Mondial: Germania invadează Iugoslavia.
- 1941: Al Doilea Război Mondial: Germania invadează Grecia.
- 1945: Al Doilea Război Mondial: Sarajevo este eliberat de forțele germane și croate de către partizanii iugoslavi.
- 1973: NASA lansează nava spațială Pioneer 11. Va deveni al doilea dintre cele cinci obiecte artificiale care au atins viteza de eliberare permițându-i să părăsească Sistemul Solar.
- 1974: La Brighton, în Marea Britanie, formația ABBA câștigă cea de-a 19-a ediție a concursului muzical Eurovision pentru Suedia cu piesa Waterloo.
- 1990: Ion Rațiu este ales președinte al PNȚCD.
- 1990: Pictura lui Rembrandt Rondul de noapte este pulverizată cu acid sulfuric de un bărbat confuz în Rijksmuseum din Amsterdam.
- 1992: Începe asediul orașului Sarajevo de armata sârbă condusă de Slobodan Miloșevici. Comunitatea europeană recunoaște în aceeași zi independența Bosniei–Herțegovina. Începutul Războiului bosniac.
- 1994: Președinții statelor Rwanda și Burundi își pierd viața într-un accident aviatic.
- 2004: Președintele lituanian Rolandas Paksas este demis din funcție cu o majoritate de trei cincimi de către parlament, care îl acuză că a încălcat constituția. El este primul șef de stat european care și-a pierdut postul prin destituire.
- 2009: Are loc Cutremurul din 2009, care zguduie centrul Italiei, în special orașul L'Aquila.
- 2012: Este declarată independența statului Azawad.

## Nașteri
- 1483: Rafael, pictor italian (d. 1520)
- 1632: Maria Leopoldine de Austria, împărăteasă a Sfântului Imperiu Roman (d. 1649)
- 1740: Nicolas Chamfort, scriitor francez (d. 1794)

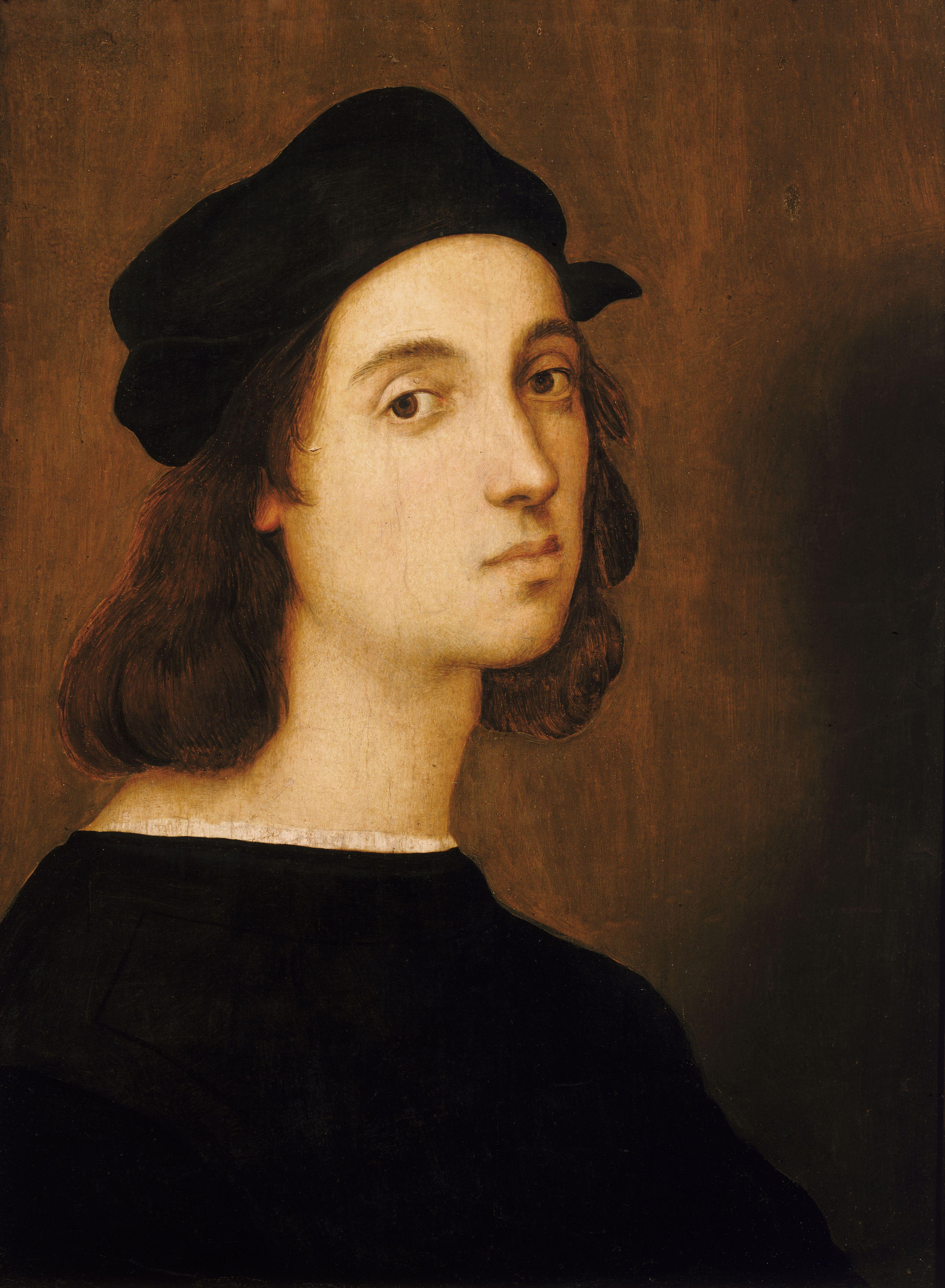
Rafael, pictor italian
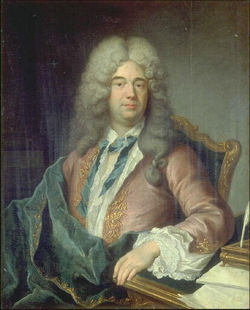
Jean-Baptiste Rousseau, poet francez
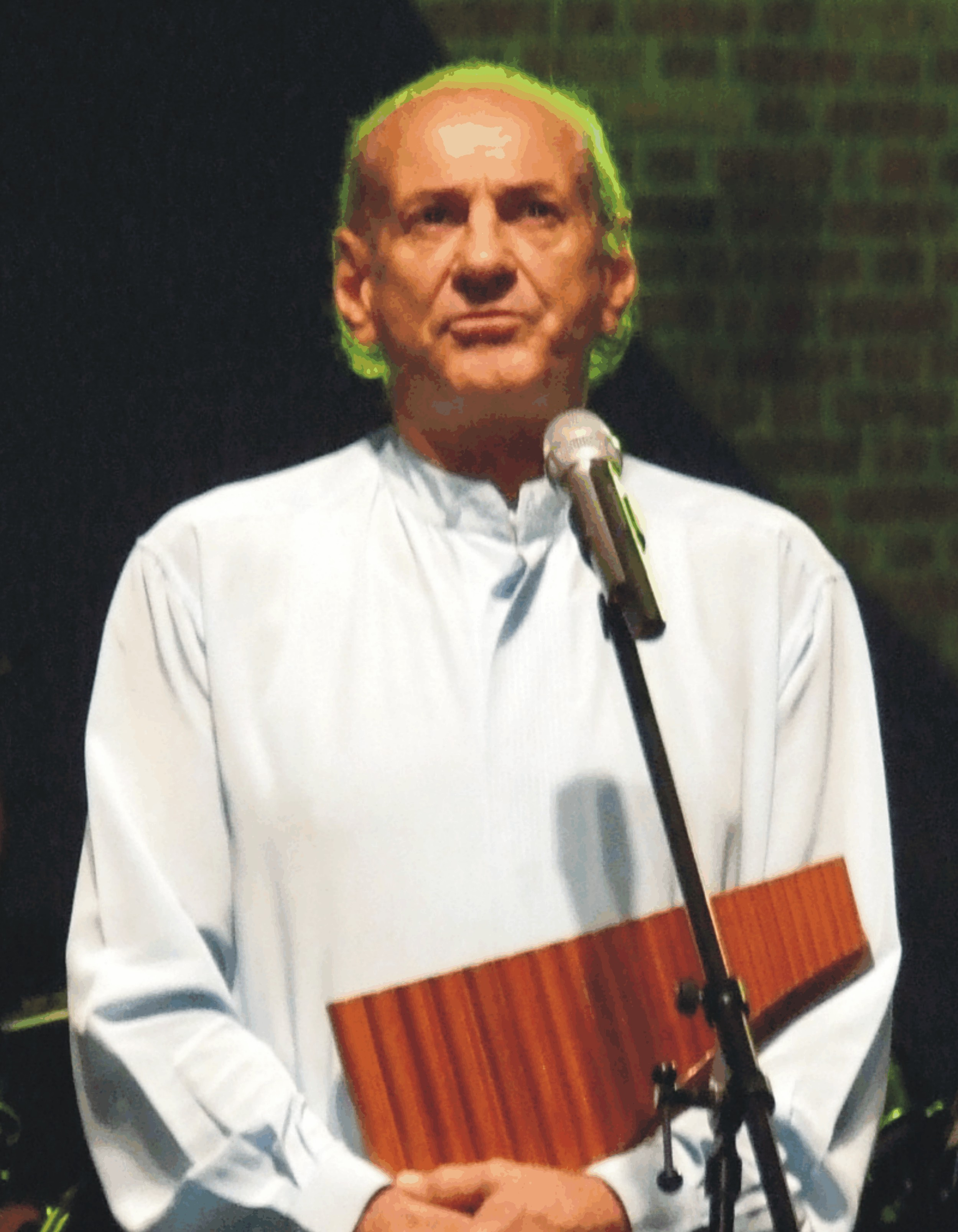
Gheorghe Zamfir, naist român

- 1765: Carol Felix, rege al Sardiniei (d. 1831)
- 1812: Josip Maroičić, general croat (d. 1882)
- 1826: Gustave Moreau, pictor simbolist francez (d. 1898)
- 1875: Marea Ducesă Xenia Alexandrovna a Rusiei (d. 1960)
- 1883: Charlie Roberts, fotbalist englez (d. 1939)
- 1888: Hans Richter (artist), avangardist german (d. 1976)
- 1890: André-Louis Danjon, astronom francez (d. 1967)
- 1893: Prințul Friedrich Karl al Prusiei (d. 1917)
- 1898: Jeanne Hébuterne, pictor francez, soția lui Amedeo Modigliani (d. 1920)
- 1911: Horia Agarici, maior aviator al Forțelor Aeriene Române, poet și autor român (d. 1982)
- 1915: Tadeusz Kantor, regizor polonez de teatru (d. 1990)
- 1930: Alexandru George, critic literar, prozator și traducător român (d. 2012)
- 1941: Gheorghe Zamfir, naist român
- 1942: Barry Levinson, regizor, scenarist american
- 1944: Florin Gheorghiu, mare maestru internațional român de șah
- 1949: Janet Agren, actriță suedeză
- 1949: Horst Störmer, fizician american, laureat al Premiului Nobel pentru Fizică
- 1967: Kathleen Barr, actriță canadiană de voce
- 1979: Ombladon, cântăreț român de hip-hop
- 1984: Michaël Ciani,  jucător francez de fotbal
- 1988: Cezar Lungu, fotbalist român
- 1991: Kim Naidzinavicius, handbalistă germană
- 1998: Peyton List, actriță americană
- 2001: Oscar Piastri, pilot de curse australian

## Decese
- 1199: Richard I al Angliei (n. 1157)
- 1490: Matia Corvin, rege al Ungariei, fiul lui Ioan de Hunedoara (n. 1443)
- 1520: Rafael (Raffaello Sanzio), pictor italian (n. 1483)
- 1528: Albrecht Dürer, gravor și pictor renascentist german (n. 1471)
- 1707: Willem van de Velde cel Tânăr, pictor neerlandez (n. 1633)
- 1790: Ludovic al IX-lea, Landgraf de Hessa-Darmstadt (n. 1719)
- 1825: Prințesa Louise de Saxa-Hildburghausen, ducesă de Nassau (n. 1794)

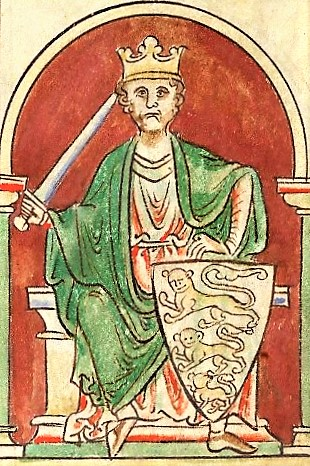
Richard I al Angliei
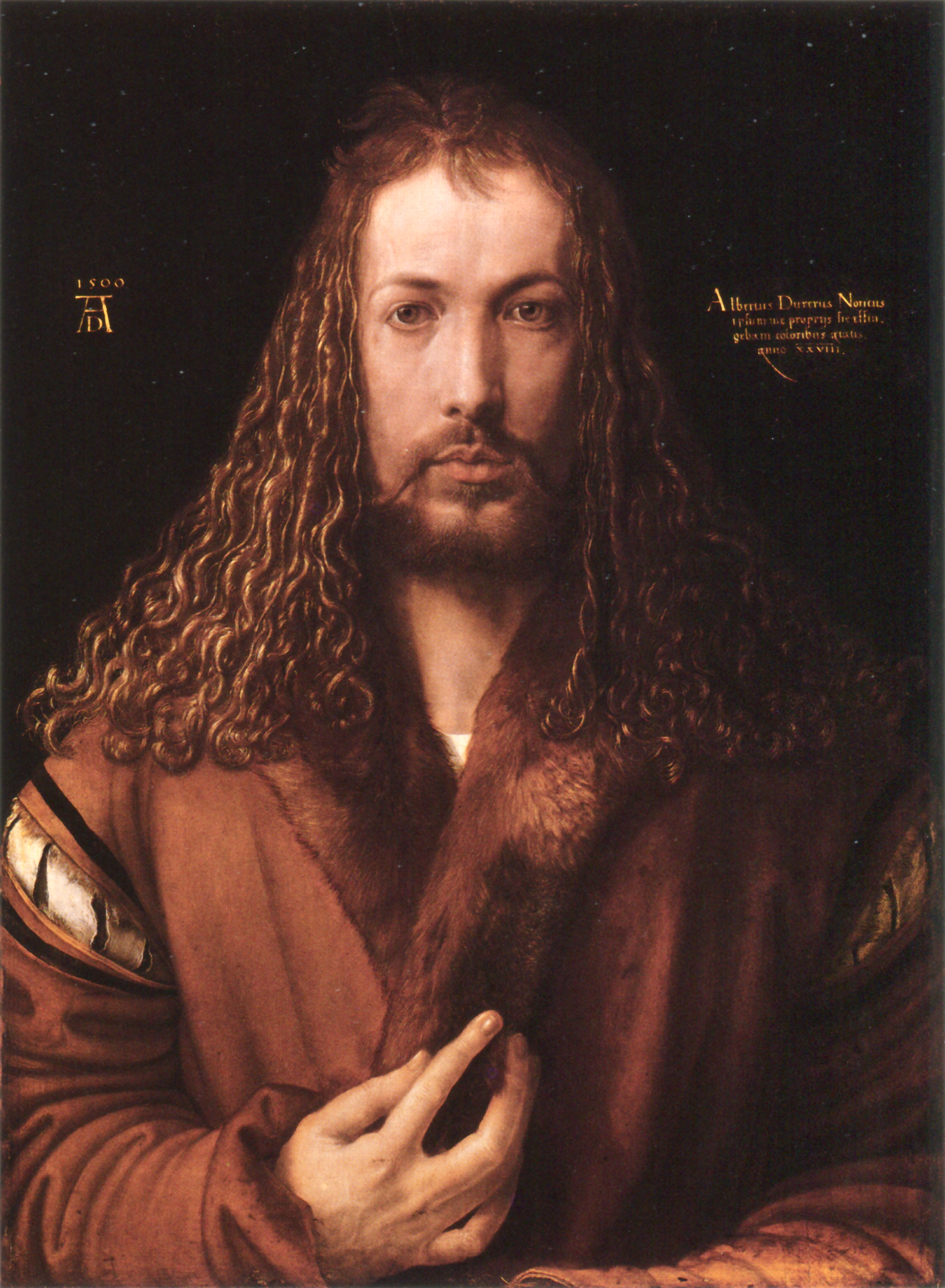
Albrecht Dürer, pictor renascentist german
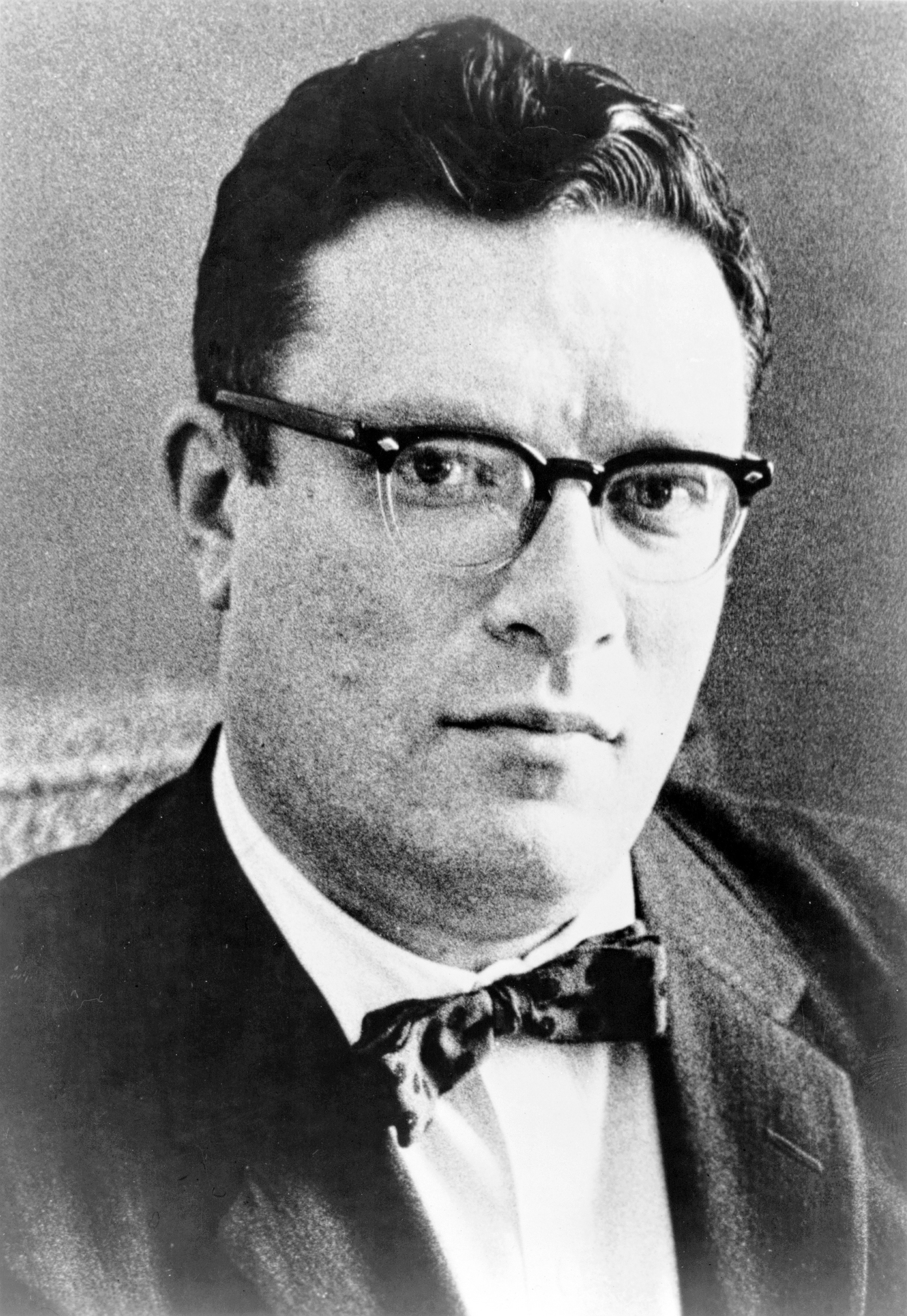
Isaac Asimov, autor de origine rusă

- 1829: Niels Henrik Abel, matematician norvegian (n. 1802)
- 1889: Prințesa Augusta de Hesse-Cassel, ducesă de Cambridge (n. 1797)
- 1917: Prințul Friedrich Karl al Prusiei (n. 1893)
- 1927: Dimitrie Popovici-Bayreuth, bariton român (n. 1859)
- 1932: Arhiducesa Maria Dorothea de Austria, ducesă de Orléans (n. 1867)
- 1938: Aurel Angelescu, matematician român (n. 1879)
- 1962: Fitz James O'Brien, scriitor irlandez (n. 1828)
- 1971: Igor Fiodorovici Stravinski, compozitor, pianist și dirijor rus (n. 1882)
- 1984: Virgil Carianopol, poet român (n. 1908)
- 1992: Isaac Asimov, autor de origine rusă (n. 1920)
- 1996: Greer Garson, actriță britanică (n. 1904)
- 1999: Ion Grecea, prozator român (n. 1924)
- 2002: Petru Dumitriu, prozator român (n. 1924)
- 2005: Rainier al III-lea de Monaco (n. 1923)
- 2014: Mickey Rooney, actor american (n. 1920)
- 2018: Șerban Papacostea, istoric român (n. 1928)
- 2020: Radomir Antić, fotbalist și antrenor sârb de fotbal (n. 1948)
- 2022: Vladimir Jirinovski, politician rus (n. 1946)
- 2022: Ana Pascu, scrimeră română (n. 1944)

## Sărbători
- În calendarul creștin-ortodox: Sf. Eutihie, Patriarhul Constantinopolului; Sf. Cuv. Platonida; Sf. Cuv. Grigore Sinaitul; Sf. Mc. Irineu, Episcop de Sirmium
- Ziua Internațională a Sportului pentru Dezvoltare și Pace